# Hanbi

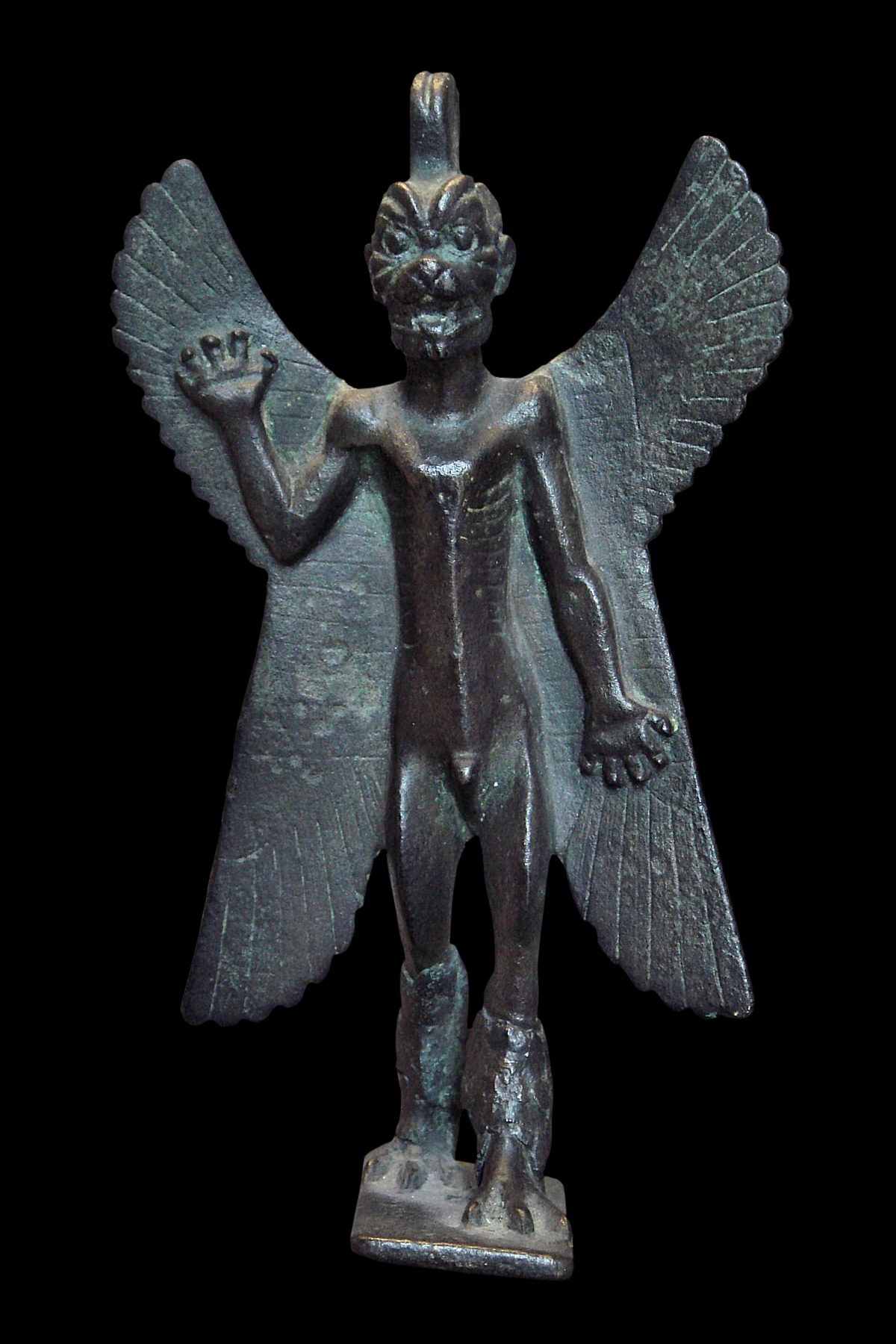
Figurine en bronze de Pazuzu du Musée du Louvre où dans le revers apparaît l'inscription: "Je suis Pazuzu, fils de Hanpa...". I millénaire av. J-C.

Hanbi, Hanbu ou Hanpa (tel que mentionné dans les différents textes occidentaux) est, dans la mythologie sumérienne, acadienne ou mésopotamienne en général, un dieu du mal, roi de tous les esprits malins, et père de Pazuzu et Humbaba. Il serait une création du dieu An/Anu.
Il apparaît dans une inscription au verso d'une figurine néo-assyrienne de Pazuzu, aujourd'hui dans le Musée du Louvre: "Je suis Pazuzu, fils de Hanpa et roi des esprits malins dont le souffle sort violemment des montagnes, en causant beaucoup de malheurs",.
Il a pu être une source d'inspiration pour d'autres divinités malveillantes des religions de l'ancien Proche-Orient, aussi bien que Apophis dans la mythologie égyptienne, Ahriman dans le zoroastrisme et une autre forme de Satan dans les religions abrahamiques. Aussi la croyance chrétienne populaire considère Hanbi frère de l'Archange Miguel.